# David di Donatello 1976
La cerimonia di premiazione della 21ª edizione dei David di Donatello si è svolta il 24 luglio 1976 al teatro antico di Taormina.

## Vincitori
Migliore film
- Cadaveri eccellenti, regia di Francesco Rosi

Miglior regista
- Mario Monicelli - Amici miei
- Francesco Rosi - Cadaveri eccellenti

Migliore sceneggiatura
- Alberto Bevilacqua  e Nino Manfredi  - Attenti al buffone

Migliore attrice protagonista
- Monica Vitti  - L'anatra all'arancia

Migliore attore protagonista
- Adriano Celentano - Bluff - Storia di truffe e di imbroglioni (ex aequo)
- Ugo Tognazzi - Amici miei (ex aequo)

Migliore musicista
- Franco Mannino - L'innocente

Miglior regista straniero
- Miloš Forman - Qualcuno volò sul nido del cuculo (One Flew Over the Cuckoo's Nest)

Migliore attrice straniera
- Isabelle Adjani - Adele H. - Una storia d'amore (L'histoire d'Adèle H.) (ex aequo)
- Glenda Jackson - Il mistero della signora Gabler (Hedda) (ex aequo)

Migliore attore straniero
- Philippe Noiret - Frau Marlene (Le Vieux Fusil) (ex aequo)
- Jack Nicholson - Qualcuno volò sul nido del cuculo (One Flew Over the Cuckoo's Nest) (ex aequo)

Miglior film straniero
- Nashville (Nashville), regia di Robert Altman

David Luchino Visconti
- Michelangelo Antonioni

David Europeo
- Jan Troell

Targa d'Oro
- Ennio Lorenzini, per la sua regia in: Quanto è bello lu murire acciso
- Sydney Pollack, per la sua regia in: I tre giorni del Condor (Three Days of the Condor)
- Michele Placido, per la sua interpretazione in: Marcia trionfale; regia di Marco Bellocchio
- Christian De Sica, per la sua interpretazione in: Giovannino; regia di Paolo Nuzzi
- Agostina Belli, per la sua interpretazione in: Telefoni bianchi; regia di Dino Risi
- Martin Bregman e Martin Elfand, per la produzione di: Quel pomeriggio di un giorno da cani (Dog Day Afternoon); regia di Sidney Lumet
- Ornella Muti, per il complesso delle sue interpretazioni